# Ausiàs March
Ausiàs March (Valencia 1397 - aldaar, 3 mei 1459) was een ridder en dichter uit de overgangsperiode tussen de middeleeuwen en de renaissance die schreef in het Valenciaans. Hij is zeker geboren in València, ofschoon ook Gandia of Beniarjó waar hij zijn jeugd doorbracht, die eer opeisen. Hij is afkomstig uit een rijke familie van lagere adel van het koninkrijk Valencia. Hij wordt beschouwd als een van de belangrijkste schrijvers van de Valenciaanse gouden eeuw. Terwijl het Occitaans voor de troubadourspoëzie in die tijd gebruikelijk was, was hij de eerste die in zijn moedertaal, het Catalaans geschreven heeft. Als ridder nam hij deel aan diverse militaire campagnes. Joan Fuster i Ortells vat zijn leven als volgt samen: “een leven zoals dat van elke ridder uit zijn tijd, van op afstand gezien duidelijk middelmatig, ware het niet van zijn gedichten.”
Zijn poëtisch werk werd pas postuum bekend.

## Biografie
Jeugd
Hij is de zoon van ridder en dichter Pere March en Eleonore Ripoll. Zijn vader was al zestig bij zijn geboorte en had nog drie kinderen uit een vorig huwelijk. Ausiàs had een oudere zwaar gehandicapte zus Peirona. Ook zijn oom Jaume, van de tak van het huis was ridder en dichter.
Hij was pas dertien toen zijn vader hem tot universeel erfgenaam van alle leengoederen van de Valenciaanse tak benoemde. Zijn vader was een hooggeplaatst vazal van de hertog van Gandia, Alfons IV van Ribagorça. Ausiàs kreeg zijn ridderopleiding als page aan het hof van Alfons IV, in het Klooster van Sant Jeroni de Cotalba en profiteerde ook van de rijkelijk voorziene bibliotheek van zijn vader.
Ridder en landheer
In 1420 begon hij zijn militaire carrière op 23-jarige leeftijd, samen met andere dichters zoals Andreu Febrer en Jordi de Sant Jordi. Onder Alfons V van Aragón neemt hij deel aan de campagnes op Sardinië en Corsica in 1421, waarbij hij meedoet aan de verovering van Calvi en het mislukte beleg van Bonifacio. Daarna neemt hij een militaire pauze tot hij in 1424 Frederic van Luna ondersteunt in de strijd tegen de Moorse piraten en mede de Kerkenna-eilanden verovert.
Als beloning voor zijn militaire prestaties krijgt hij van Alfons V in 1425 enkele extra juridische privileges voor zijn leengoederen in Beniarjó, Pardines en Vernissa en wordt hij benoemd tot hoofdvalkenier. Uit enkele van zijn gedichten blijkt zijn passie voor die sport.
Na de dood van zijn moeder in 1429 vestigt hij zich afwisselend in zijn herenhuis in de Carrer Major van Gandia of zijn landelijke paleis in Beniarjó en houdt zich hoofdzakelijk met het beheer van zijn goederen bezig. Hij had oog voor innovatie en voerde op zijn landerijen de suikerrietcultuur in, liet een speciale suikermolen bouwen en ontwikkelde een systeem van irrigatie, de 'Assut dels March een irrigatiesluis die tot op heden functioneert.
Liefdes- en huwelijksleven
March had een bewogen liefdesleven. Hij had al vroeg een buitenechtelijke zoon Francesc. In 1425 jaar stuurt Maria, de vrouw van koning Alfons een geheimzinnig document waarin ze de opdracht geeft een jongeman, Joanet, zoon van Pere Carnisser, de notaris van  Favara op te sporen die samen met Aisiàs en een paar andere jongeren gevlucht was en “op het slechte pad” was, wat geleid heeft tot niet echt stevig gefundeerde speculaties dat Ausiàs misschien wel homoseksueel was. Uit 1427 dateert een proces wegens belediging van een zekere Isabel. Even dreigde beslag op zijn bezittingen, maar het proces werd geseponeerd.
In 1437 huwt hij met Isabel Martorell, dochter van Francesc Matorell, een familie van lagere adel uit Gandia. Isabel is de zus van ridder-dichter Joanot Martorell, bekend voor de roman Tirant lo Blanc. Ze hadden geen kinderen, maar Isabel beschikte over uitgebreide landerijen wat tot hevige discussies met zijn schoonbroer leidde toen het op de verdeling aankwam. Na een duel in 1438 kwam het uiteindelijk tot een compromis. Hij bekwam de heerlijkheden van Ràfol de Famut, Benibéder, Cuta, Traella en El Ràfol de Xaló.
In 1443 huwde hij opnieuw met Joana Escorna waarvoor hij wel een pauselijke dispensatie moest krijgen, omdat er een zekere graad van verwantschap was. Hij erfde de heerlijkheid Pedreguer bij het overlijden van Joana in 1454.
Levensavond

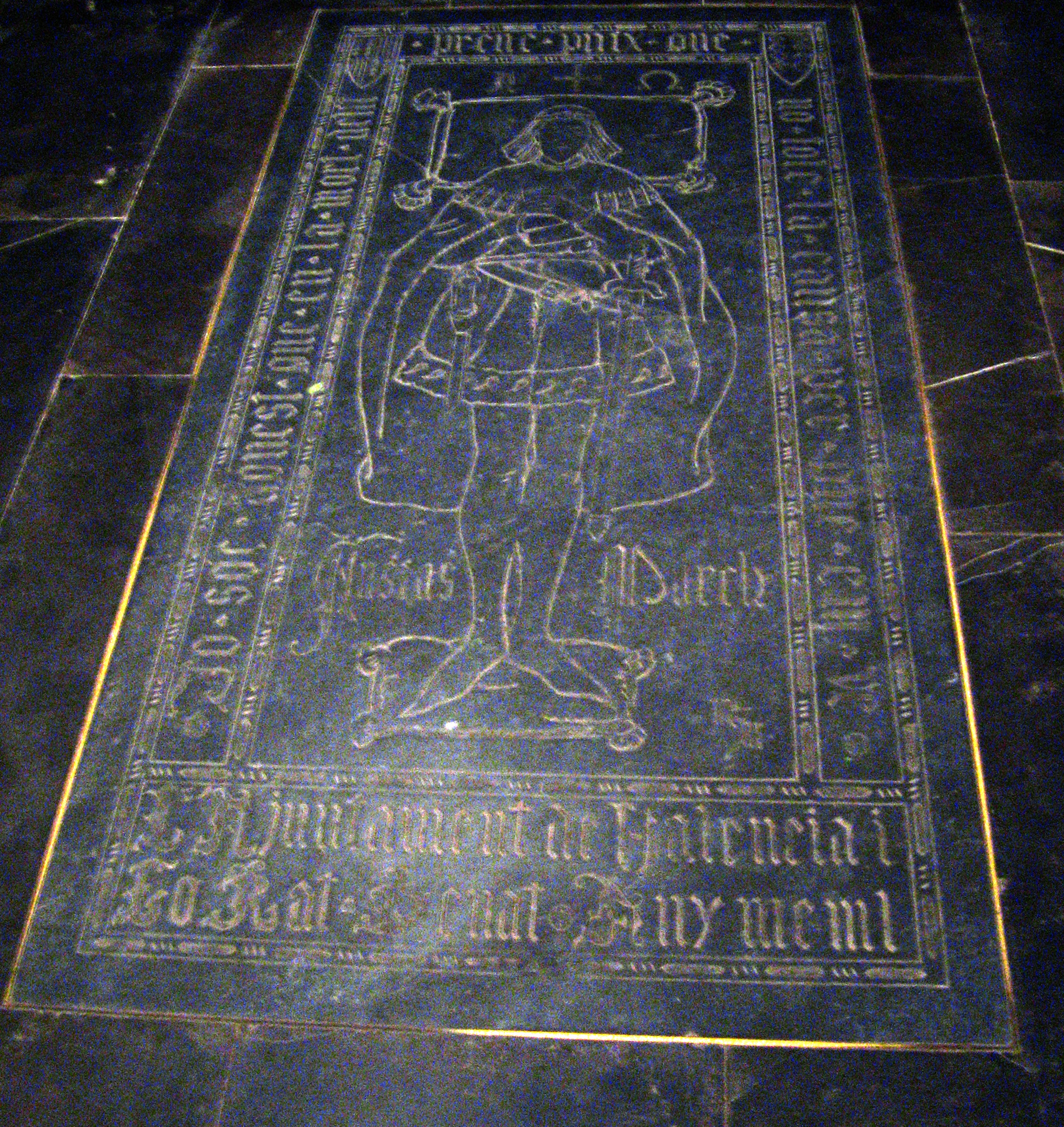
Ausiàs' grafsteen in de Kathedraal van Valencia

In 1450 waren de Marchs naar Valencia verhuisd, maar hij bleef zijn landerijen bezoeken en de suikerhandel beheren. Toen hij na het overlijden van zijn tweede vrouw ook kinderloos gebleven was, was hij zeer bekommerd dat de Valenciaanse tak van zijn geslacht zonder erfgenamen bleef. Zijn vijf buitenechtelijke zoons, Francesc, Joan, Joana, Pere en Felip kwamen niet in aanmerking voor de opvolging, ofschoon ze bij hem inwoonden als deel van de familie.
In 1458 liet hij een testament opstellen, waarin hij stipuleerde dat hij begraven zou worden in de familiekapel in de Kathedraal van Valencia, en dat het lichaam van zijn vrouw Joana van het Klooster van Cotalba zou overgebracht worden naar zijn laatste rustplaats. Zijn universele erfgenaam werd Jofre de Blanes, een neef van Joana. Er ging niets naar de familie van de broers van zijn vader. Ook zijn buitenechtelijke kinderen, zijn personeel, zijn schildknapen en zijn slaven werden bedacht. Ten slotte liet hij een legaat na voor het opdragen van honderden missen voor het zieleheil van zijn beide vrouwen.
Hij overleed op 3 maart 1459 in zijn huis in Valencia.
Pas bij het opmaken van de inventaris na zijn dood vonden ze onder het hoofdeinde van zijn bed het manuscript van zijn gedichten, die hij tot op het laatste moment verborgen had gehouden.

## Zijn oeuvre
Het werk van March vormt een breekpunt met de hoofse en troubadourspoëzie op veel vlakken. In tegenstelling tot wat tot dan toe gebruikelijk was schreef hij onder eigen naam en niet onder pseudoniem, in zijn eigen taal en niet in het occitaans of franco-provençaals, beschrijft hij eigen, persoonlijke overwegingen los van de vaste sjablonen. Hij spreekt over wat hem bezighoudt: de liefde, de relatie tot god, la condition humaine, de psychologie, de dood, ethische problemen enz. De thema's die hij behandelt zijn echt en de vrouwen zijn reële personen en niet zoals de geïdealiseerde Beatrices en Laura's. De breuk ligt vooral in de inhoud, hij houdt zich aan de typische decasyllabische versvoeten van de troubadours en daarin ligt tot op heden zijn moderniteit. In 1834 schrijft de Nederlandse literatuurhistoricus van Kampen: “Meer roem dan Villena oogstte Ausias March uit València, die door de Cataloniërs als hun Petrarca vereerd wordt, met wien hij ook verscheidenene lotgevallen zou hebben gemeen gehad.[…] Hij wilde den stijl der Troubadours niet navolgen, als die de waarheid te buiten gaan.”
Veel manuscripten zijn bewaard gebleven en telkens opnieuw gedrukt en vertaald. Zijn werk had een grote invloed op de vroege Valenciaanse poëzie en ook op castiliaanse schrijvers zoals Garcilaso de la Vega, Diego Hurtado de Mendoza en vele anderen.
- Els cants d'amor: liefdesliederen
- Plena de Seny (Vol redelijkheid): een cyclus van negentien gedichten. Marc biedt een gelijkwaardige relatie, zowel intellectueel als erotisch aan een dame aan. De dame volgt haar klassieke passieve patroon en reageert niet. De dichter voelt zich mislukt, blijft verder kampen voor zijn ideeën en schrijft om zich af te reageren.
- Amor, amor: Een cyclus van twaalf liefdesliederen. Oud en ontgoocheld stelt hij vast dat het intellectuele genoegen alleen niet volstaat om de zuivere en volkomen liefde te bereiken. Hij schrijft met heimwee naar zijn jeugd toen hij smoorverliefd was.
- Mon darrer bé (Mijn laatste goed): twee liefdesgedichten aan een dame op wie hij op oudere leeftijd verliefd is geworden.
- Oh, foll amor (O, zotte liefde) Tien gedichten waarin hij God om vergeving vraagt voor zijn zondige, oneerlijke gemene, in één woord “zotte liefde”, zo verschillend van de zuivere liefde door zijn voorgangers bezongen.
- Els cants de la mort (Gezangen over de dood). Slechts zes gedichten uit deze cyclus gaan over de dood van een geliefde, waarschijnlijk zijn tweede echtgenote Joana Escorna.
- El cant espiritual: een lang spiritueel gebed

## Op Ausiàs March geïnspireerde werken
- Amand Blanquer i Ponsoda (muziek): Ausiàs March en Concert
- Javier Costa i Císcar (muziek) Ausiàs March (tekst): Cants d'amor i de mortrr, cantate voor bariton solo, gemengd koor en orkest -
- Javier Costa i Císcar (muziek) Ausiàs March (tekst): Sobre neu veig meravellosa flama (1994), voor gemengd koor
- Joan Fuster i Ortells: Ausiàs March. Antologia poètica. (Essay) Barcelona, Selecta, 1959